# 天田暦
天田 暦（あまだ れき、1964年2月3日 - ）は、日本の俳優。東京都出身。父は俳優の天田俊明。

## 略歴
中野富士見音楽学園幼児部、中野区立神明小学校、成城学園中学校高等学校、成城大学経済学部卒業。

## 出演

### テレビドラマ
- お登勢　第9話（2001年6月1日 NHK）
- 海猿 第5話（2005年8月30日 フジテレビ）
- 日本の歴史・坂本龍馬（2005年9月17日 フジテレビ） - 桂小五郎 役
- 相棒3（2005年1月5日 テレビ朝日） - 小早川警部 役
- セーラー服と機関銃 第4話（2006年11月3日 TBS） - パソコンショップ店主 役
- 木曜時代劇 慶次郎縁側日記 第3シリーズ3話（2006年10月26日 NHK）
- 花嫁は厄年ッ! 第1話（2006年7月6日 TBS）
- 土曜ワイド劇場 変装捜査官・麻生ゆき3（2007年8月25日 テレビ朝日）- 弁護士 役
- 心理探偵・八雲 第5・11・13話（2006年5月1日～6月26日 テレビ朝日）
- NHK連続テレビ小説 純情きらり70話（2006年6月22日 NHK）
- 週刊赤川次郎 青春の決算（2007年9月18日 テレビ東京）
- 水曜ミステリー9 ブランド刑事2（2007年6月6日 テレビ東京）
- 土曜ミッドナイトドラマ パズル（2007年1月13日～2月3日 テレビ朝日） - 安田寛 役
- 冗談じゃない！ 第6話（2007年5月20日 TBS） - スポーツバー店員 役
- いい女（2006年10月30日～12月15日 TBS）
- 世にも奇妙な物語 2008春特別篇（2008年4月2日 フジテレビ）
- 土曜ドラマ フルスイング（2008年1月19日） - プロ野球球団職員 川島 役
- 交渉人〜THE NEGOTIATOR〜 第2シリーズ最終話（2009年12月17日 テレビ朝日）
- フジテレビ開局50周年特別番組ハッピーバースデー（2009年11月21日 フジテレビ）
- 救命病棟24時 救命医・小島楓 第2話（2009年7月21日 フジテレビ）
- BOSS CASE2（2009年4月23日 フジテレビ）
- サラリーマン金太郎2 第第3，4話（2010年 テレビ朝日）
- パンドラ2（2010年 WOWOW）
- 逃亡弁護士 成田誠 第4話（2010年9月14日 フジテレビ） - 酒井力也 役
- 外科医 鳩村周五郎 第2章 血塗られた挑戦状 第7話（2010年9月17日 フジテレビ） - 佐伯刑事 役
- 世にも奇妙な物語 20周年スペシャル・秋 〜人気作家競演編〜 「厭な扉」篇（2010年10月4日 フジテレビ） - フロントマン 役
- 相棒9 第8話（2010年12月15日 テレビ朝日） - 郷田正 役
- JIN-仁- 第9話（2011年6月12日 TBS） - 役人
- 鍵のかかった部屋 第11話（2012年6月25日 フジテレビ）
- PRICELESS〜あるわけねぇだろ、んなもん!〜 第6話（2012年11月26日 フジテレビ）
- ドラマWスペシャル 尋ね人（2012年 WOWOW）
- スペシャルドラマ 再会（2012年12月8日 フジテレビ） - 清原和雄 役
- ガリレオ 第2シーズン 第1話（2013年4月15日 フジテレビ）
- 警部補矢部謙三2 第6話（2013年8月16日 テレビ朝日）
- ディア・シスター 第2話（2014年10月23日 フジテレビ）
- 続・最後から二番目の恋 第6、7話（2014年5月22、29日 フジテレビ）
- 問題のあるレストラン 第9話（2015年3月12日 フジテレビ）、番外編（ネット配信）
- エイジハラスメント 第1話（2015年7月9日　テレビ朝日）
- 探偵の探偵 第1話～（2015年7月9日～ フジテレビ） - 瀬川 役
- コード・ブルー -ドクターヘリ緊急救命-（2017年） - 堀内豪 役
- dele 最終話（2018年9月14日） - 仲村の運転手 役
- 東京ラブストーリー（2020年）-　馬淵教授 役
- 38歳バツイチ独身女がマッチングアプリをやってみた結果日記 第5話（2020年12月17日） - 刑事 役
- 「裕さんの女房」（2021年、NHK）
- 大河ドラマ 青天を衝け（2021年、NHK） - 加藤高明 役
- 警視庁追跡捜査係-交錯-（2023年8月7日、テレビ東京） - 警察職員 役

### 映画
- 愚か者 傷だらけの天使（1998年6月27日公開、監督：阪本順治）
- Run-ing（2003年12月5日公開、監督：大滝純）函館イルミナシオン映画祭出品作品
- TAKESHI'S（2005年11月5日公開、監督：北野武）
- 亡国のイージス（2005年7月30日公開、監督：阪本順治）
- さくらん（2007年7月24日公開、監督：蜷川実花）
- ドロン（短編映画）（2006年 監督：平林勇）
- 実録・東声会 初代・町井久之 暗黒の首領 （2006年公開　監督：辻裕之）-
- 韓国中央情報部参事官 推英沢
- DEATH　NOTE（2006年6月17日公開、監督：金子修介）
- 地下鉄（メトロ）に乗って（2006年10月21日公開、監督：篠原哲雄）
- 初恋（2006年6月10日公開、監督：塙幸成）
- クワイエットルームへようこそ（2007年10月20日公開、監督：松尾スズキ）
- コナ・ニシテ・フウ （2008年2月9日公開　監督：デーモン小暮）
- ハッピーフライト（2008年11月15日公開、監督：矢口史靖）
- ヘイジャパ！（2008年3月1日公開、監督：村松亮太郎）
- 犬とあなたの物語　いぬのえいが（2011年1月22日公開、監督：石井聡一）
- カイジ2 人生奪回ゲーム（2011年11月5日公開、監督：佐藤東弥）
- 聯合艦隊司令長官 山本五十六（2011年12月23日公開、監督：成島出） - 藤田光雄隊長 役
- 遺体 明日への十日間 （2013年2月23日公開、監督：君塚良一）
- 乱世豪情（2017年　中国製作）
- 三藏塔1942（2018年　中国製作)
- Air Strike（2018年10月26日公開　中国製作）
- 桜色の風が咲く（2022年　監督：松本准平）
- 「いきぞこない」（2023年　監督：古川豪）

### Vシネマ
- 日本統一外伝〜山崎一門〜2（2020年） - 神戸笠松組五龍会会長 江口昌弘
- 日本統一49（2023年）

### 舞台
- THE　WINDS　OF　GOD（2000年～2001年　ハワイ公演、ロンドン公演、東京公演） - 山田貴文分隊長・神父 役
- 闇を紡ぐ新岩窟王　（2003年　銀座小劇場）
- 明日に向かって~タガタメニ　（2004年　新宿シアターモリエール）
- ねずみのまち（2004年　新宿シアターモリエール

### CM
- 日清食品「日清らうめん」（1992年）
- ブリヂストン「ワイドレックス」（1993年）
- 日本マクドナルド「朝マック　目覚まし篇」（2001年）
- イエローハット「ETC」（2002年）
- 花王「クリアクリーン」（2002年）
- サンクス「お弁当」（2003年）
- セイコーエプソン「一枚の、全社一丸」（2005年）
- ライオン「香りとデオドラントのソフラン」（2005年）
- リクルートコスモス「COSMOS INITIA」（2006年）
- ミツカン　企業広告ナレーション（2006年）
- フジッコ「ふじっ子煮」（2007年）
- ACジャパン（旧：公共広告機構）「犯罪から子供を守る・日課のスライド」（2007年）
- 日本ケンタッキーフライドチキン「オリジナルチキン」（2007年）
- ミズノ「野球チームを作ろう！」（2007年）
- ミサワホーム「家族の成長篇」「ここちECOひだまり」（2007～2008年）
- リンナイ「ビルトインコンロ デルシア誕生篇」（2008年）
- NTTドコモ 「Answer PRIME　会議室篇」（2009年）
- ベルジャポン「kiriクリームチーズ200gブロック」（2009年）
- アルペン GOLF「登場篇」 「３カメ篇」（2009年）
- サントリー「ザ・プレミアム・モルツ/中元篇」「2010お歳暮篇」（2010年）
- 資生堂エリクシール シュベリエル「ハリマドンナ/秋」（2010年）
- グアム政府観光局「Hafa Adai！GUAMキャンペーン」（2010年）
- モスバーガー「塩バターチキンバーガー」（2010年）
- サントリー「ザ・プレミアム・モルツ/2011お歳暮篇」
- キャロウェイゴルフ「BIG　BERTHA　ドライバー篇 / アイアン篇」（2014年）